# Jean Lesieur (journaliste)
Pour les articles homonymes, voir Lesieur.
Jean Lesieur, né à Tours le 24 mai 1949, est un journaliste français. Il a été directeur de la rédaction de la chaîne de TV France 24 en 2010-2011.

## Parcours
Au sortir de l'École de journalisme de l’université Columbia (New York), en 1974, il débute comme reporter à Winnipeg (Canada) pour l’hebdomadaire francophone La Liberté.
Reporter à L'Équipe en 1976, il est recruté l'année suivante par Claude Imbert au magazine Le Point comme assistant de Georges Suffert[réf. nécessaire] avec lequel il réalise plusieurs grandes enquêtes en France et dans le monde. Bilingue, parlant français et anglais, il travaille ensuite pour le service international de l'hebdomadaire (1979-1985), puis devient rédacteur en chef du service Société en 1985.
En 1989, Jean Lesieur est engagé par L'Express comme grand reporter au service étranger. Il est promu directeur adjoint du titre aux côtés de Christine Ockrent en 1994. Ses relations difficiles avec cette dernière le conduisent à la démission de son poste en septembre 1995. Il prend alors la direction de la rédaction de Gala, puis celle de Télé 7 jours de 1999 à 2004. 
Il est ensuite conseiller éditorial à New York et à Paris pour le groupe Hachette-Filippachi.
Il participe à la création de France 24 en juin 2006 comme directeur adjoint de la rédaction chargé des magazines et des talk-shows. Après un intermède de quelques mois comme consultant media aux Etats-Unis, il est rappelé en 2010 pour remplacer le directeur de la rédaction, Vincent Giret.
Dans la « guerre des chefs » qui oppose Alain de Pouzilhac, PDG, et Christine Ockrent, Jean Lesieur prend position contre cette dernière, avant de démissionner le 19 octobre 2011, ne comprenant plus la stratégie d'Alain de Pouzilhac au sein de l'audiovisuel public français. Il se consacre alors à des projets personnels.
Jean Lesieur est l'auteur de deux romans inspirés de son expérience au cœur du monde de l'espionnage, de la politique, et des « coups tordus » : L'Affaire Carolyn Black (éditions Jean-Claude Lattès, 1998), et Le Bal des Chacals (éditions du Toucan, 2014). Il a également publié, en 2017, Un Meurtre à Georgetown (éditions du Toucan), une enquête sur l'assassinat de la dernière maitresse de JFK.